# سورشجان
سورشجان (بالفارسية: سورشجان) هي مدينة تقع في إيران في Laran District. حسب احصائية في عام 2006 تم تقدير سكانها بـ 11,124 نسمة و 2,604 عائلة .